# Jaguar X300
Der Jaguar X300 ist die fünfte Generation des Jaguar XJ und der im Herbst 1994 vorgestellte Nachfolger des Jaguar XJ40. Mit diesem ist der X300 technisch eng verwandt. Durch eine geschickte Modellpflege, vornehmlich im Bereich von Scheinwerfern, Stoßfängern, Türgriffen und Heckleuchten entstand im Vergleich zum XJ40 eine rundlichere Linie als Hommage an die klassischen Jaguar-XJ-Modelle (Series I, II & III). Auf einigen Märkten wurden besonders hochwertig ausgestattete Versionen unter der Marke Daimler oder Vanden Plas vertrieben.

## Geschichte
Erhältlich war der X300 mit Sechszylinder-Reihenmotoren mit 3,2 (Versionen Classic, Sport und Executive) und 4,0 Litern Hubraum (Versionen Classic, Sport, Sovereign und Daimler Six). Außerdem gab es vom Vierliter die Version XJR mit Kompressoraufladung. Schließlich wurde auch der Sechsliter-V12 (Versionen Jaguar XJ12 und Daimler Double Six) angeboten. Die Kraftübertragung erfolgte durch Viergang-Automatikgetriebe oder wahlweise bei den Sechszylindern durch Fünfgang-Schaltgetriebe auf die Hinterräder.
Ein Jahr danach war die Ausführung mit langem Radstand (X330) in den Sovereign- und Daimler-Varianten lieferbar. Da die Modifikationen im Vergleich zur Normalversion nicht aufwändig ausfielen, waren die Aufpreise weit geringer als zuvor beim XJ40 Majestic.
Nachfolger des X300 war der Jaguar X308, in dem die neuen Achtzylinder-Motoren aus den Sportwagen in der Limousine Verwendung fanden. Vom Typ X300 wurden insgesamt 92.038 Fahrzeuge gebaut.

## Sonderversionen
Von der Baureihe X300 sind zwei Sonderausführungen erwähnenswert: Zum einen wurde für den Jaguar-Chef Sir Nick Scheele ein nochmals beträchtlich verlängertes Exemplar des Daimler Six hergestellt, zum anderen mit unverändertem Chassis ein Cabriolet namens Daimler Corsica, dessen Bezeichnung an das ehemalige Karosseriebauunternehmen Corsica Coachworks erinnerte. Das Fahrzeug erschien 1996 zum 100. Jubiläum der Jaguar-Marke Daimler. Eine Serienproduktion kam nicht zustande.

## Motorisierungen

### Ottomotoren
|                                     | XJ 3.2                       | XJ 4.0                       | XJR 4.0                      | XJ 12 6.0                    |
| ----------------------------------- | ---------------------------- | ---------------------------- | ---------------------------- | ---------------------------- |
| Motorbauart                         | R6                           | R6                           | R6                           | V12                          |
| Aufladung                           | —                            | —                            | Eaton-Kompressor             | —                            |
| Hubraum                             | 3239 cm³                     | 3980 cm³                     | 3980 cm³                     | 5993 cm³                     |
| Leistung                            | 155 kW (211 PS) bei 5100/min | 177 kW (241 PS) bei 4800/min | 235 kW (320 PS) bei 5000/min | 229 kW (311 PS) bei 5350/min |
| Drehmoment                          | 301 Nm bei 4500/min          | 375 Nm bei 4000/min          | 512 Nm bei 3050/min          | 475 Nm bei 2850/min          |
| Beschleunigung, 0 bis 100 km/h in s | 8,4 [9,4]                    | 7,4 [8,2]                    | 6,3 [7,0]                    | [7,2]                        |

[Werte in Klammern beziehen sich auf Automatik-Versionen]